# Pandivirilia montivaga
Pandivirilia montivaga är en tvåvingeart som först beskrevs av Daniel William Coquillett 1893.  Pandivirilia montivaga ingår i släktet Pandivirilia och familjen stilettflugor. Inga underarter finns listade i Catalogue of Life.